# Burni Lintang
Burni Lintang är ett berg i Indonesien.   Det ligger i provinsen Aceh, i den västra delen av landet, 1 600 km nordväst om huvudstaden Jakarta. Toppen på Burni Lintang är 1 774 meter över havet.
Terrängen runt Burni Lintang är kuperad.Runt Burni Lintang är det glesbefolkat, med 18 invånare per kvadratkilometer. I omgivningarna runt Burni Lintang växer i huvudsak städsegrön lövskog.